# Sembataberd
Sembataberd (armeni: Սմբատաբերդ, literalment ‘fortalesa de Simbaci [príncep de Siunia]’) és una fortalesa situada en el cim d'un pujol entre les poblacions d'Artabuynk i Yeghegis, a la província de Vaiots Dzor, a Armènia.

## Història

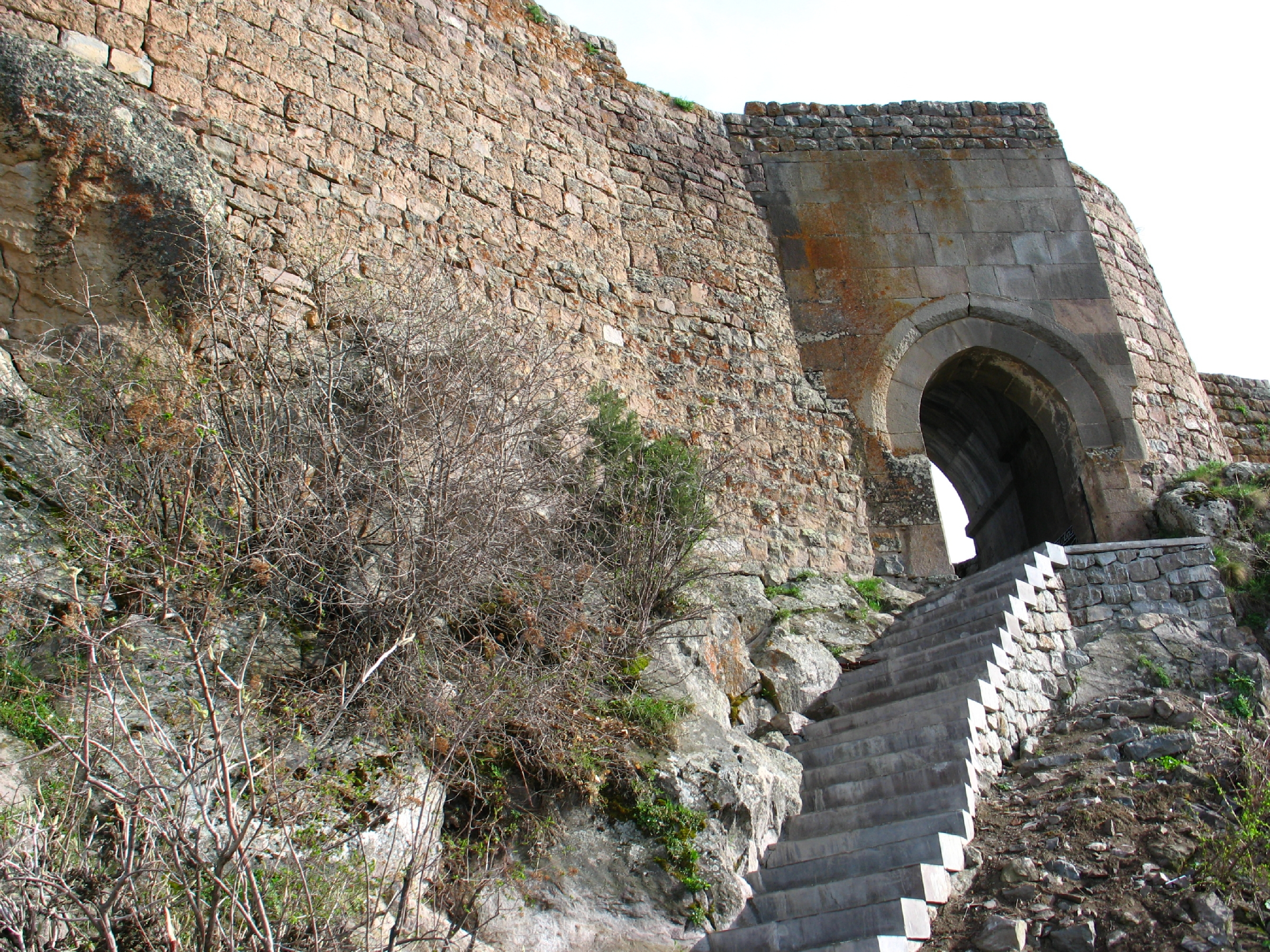
Accés a la fortalesa.

La tècnica constructiva empleada en els murs suggereix que el castell va haver d'edificar-se als segles X o xi de nostra era, possiblement sota el regnat de Simbaci II el Cosmocràtor, de la dinastia bagratuní. En aquesta època es van edificar gran nombre de fortaleses i monestirs fortificats.
Malgrat les seves fortificacions, Sembataberd va caure finalment en mans dels seléucidas.

## Descripció
L'emplaçament de Sembataberd estava dissenyat per impedir l'accés dels atacants a les seves portes. Aquesta, situada en el costat nord, no estava protegida per fossats, sinó per una barbacana que aprofitava la configuració muntanyenca del terreny per d'una banda frenar als possibles atacants i per un altre donar una posició elevada avantatjosa als defensors. Altres dos accessos secundaris se situaven també en el costat nord, en els extrems est i oest, protegits per torres de vigilància.
La fortalesa estava flanquejada pels canons de Artabun i Yeghegis, reforçats per una muralla de dues a tres metres de gruix i en la qual es trobaven torres rodones. Les restes d'aquestes muralles es conserven principalment en el part septentrional.
Tot el turó estava envoltat de muralles, la qual cosa permetia albergar a diversos centenars de persones. A més el subministrament d'aigua estava garantit per una canonada de guix que connectava amb les fonts naturals i les canalitzacions del monestir de Tsaghatskar, situat a dos quilòmetres. També es disposava d'aquarteraments per a tropes, dipòsits d'aigua i habitatges. En el cim del turó hi ha dues ciutadelles, situades una sobre una altra. Una d'elles estava destinada al príncep i la seva cort.

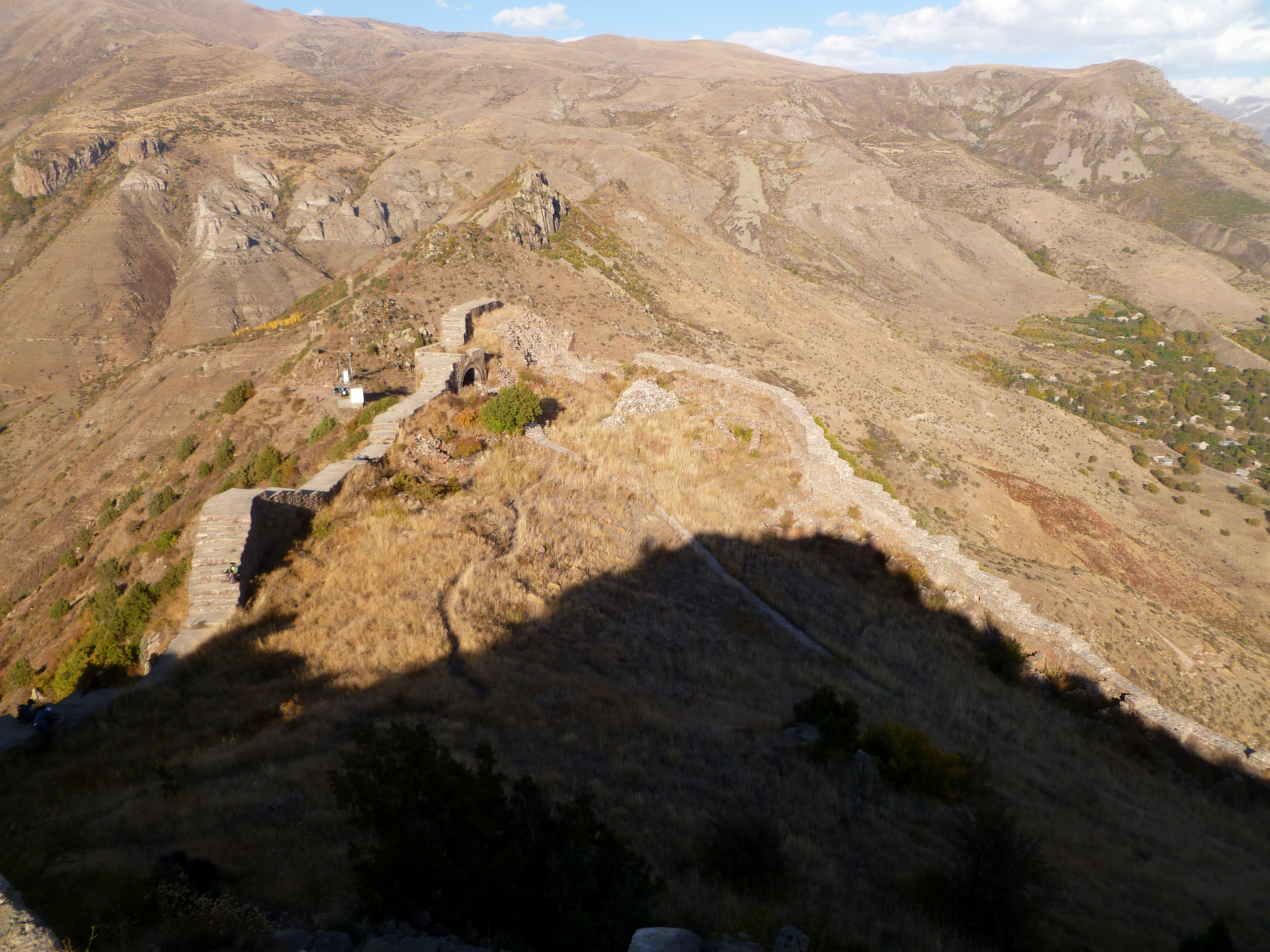
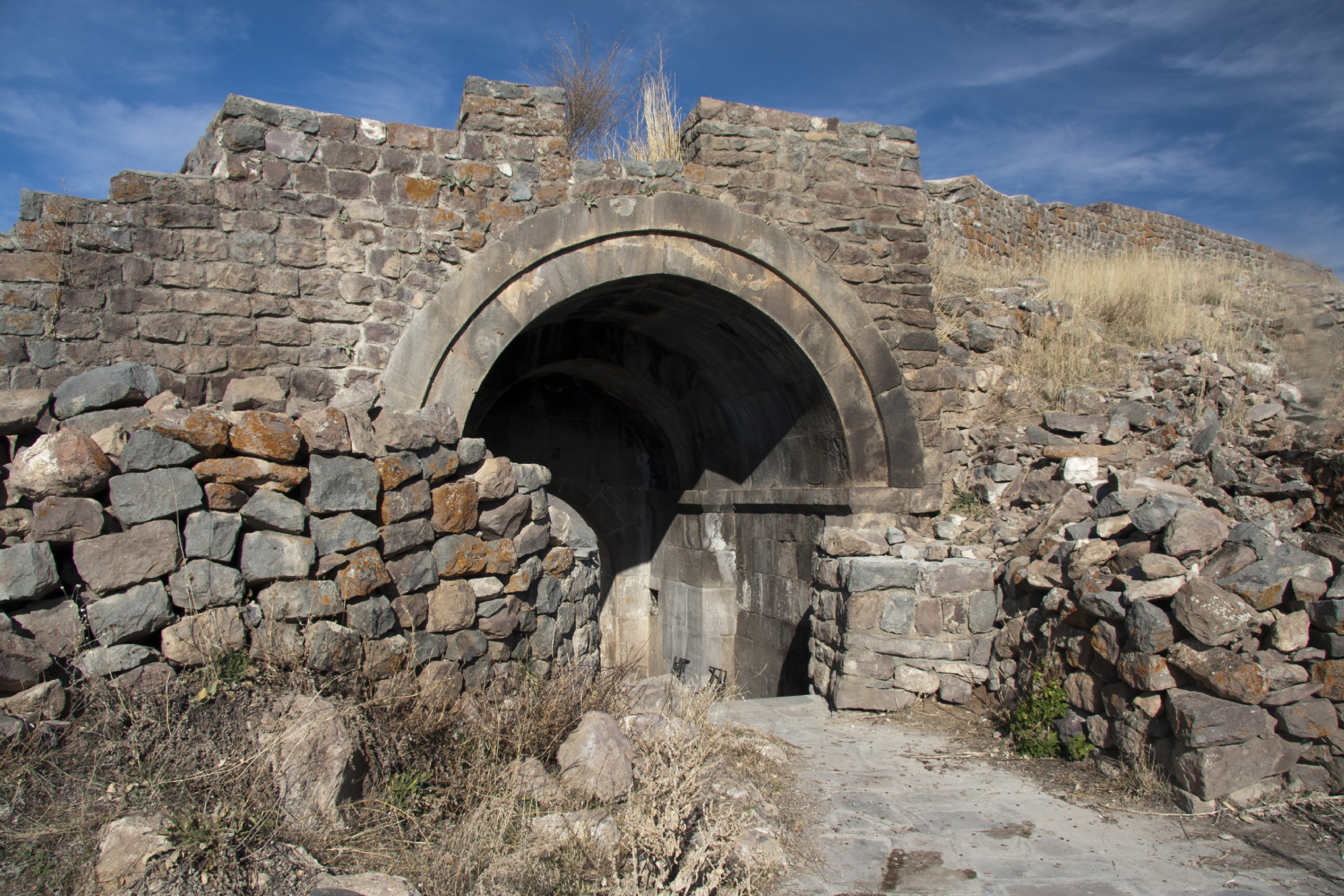
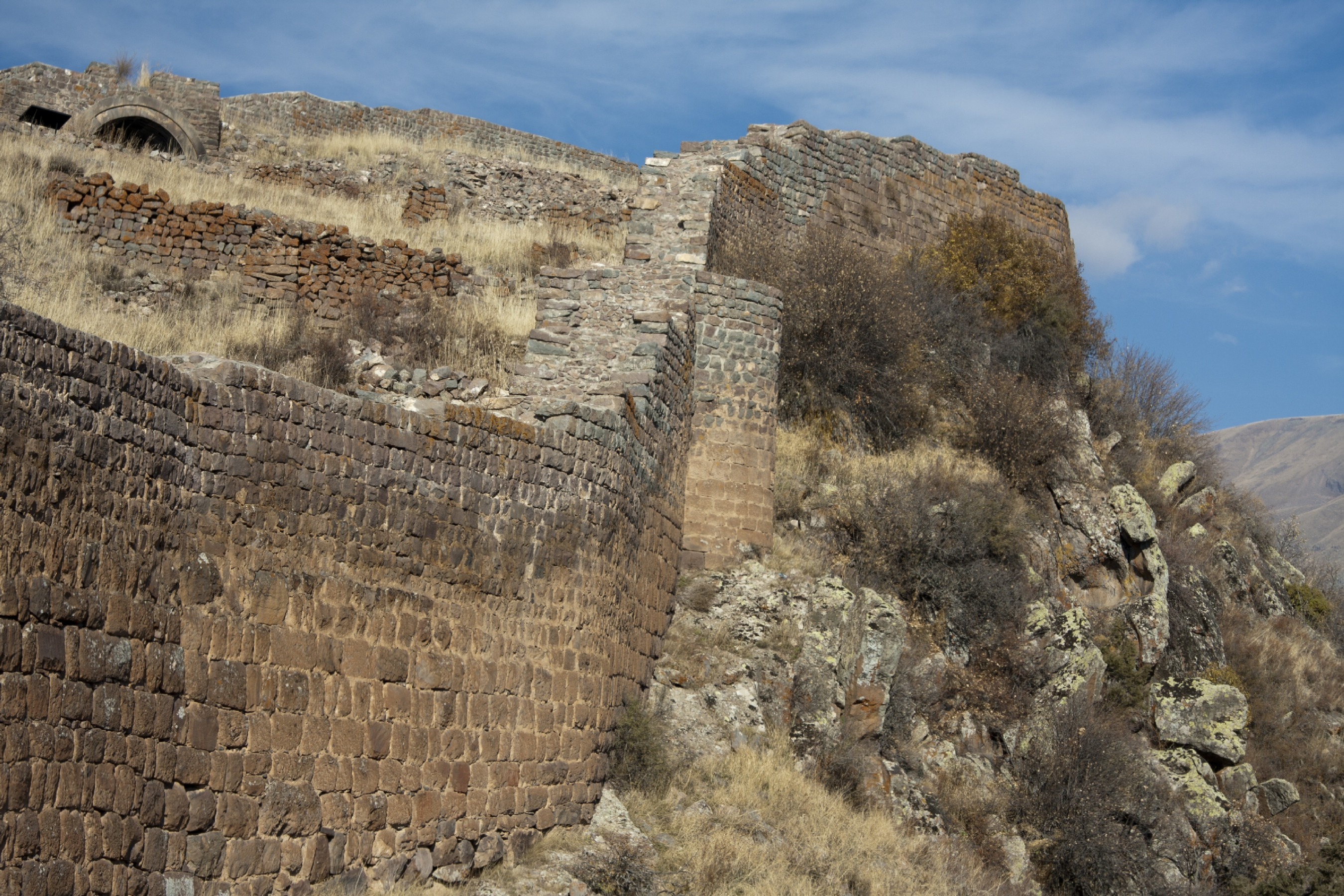
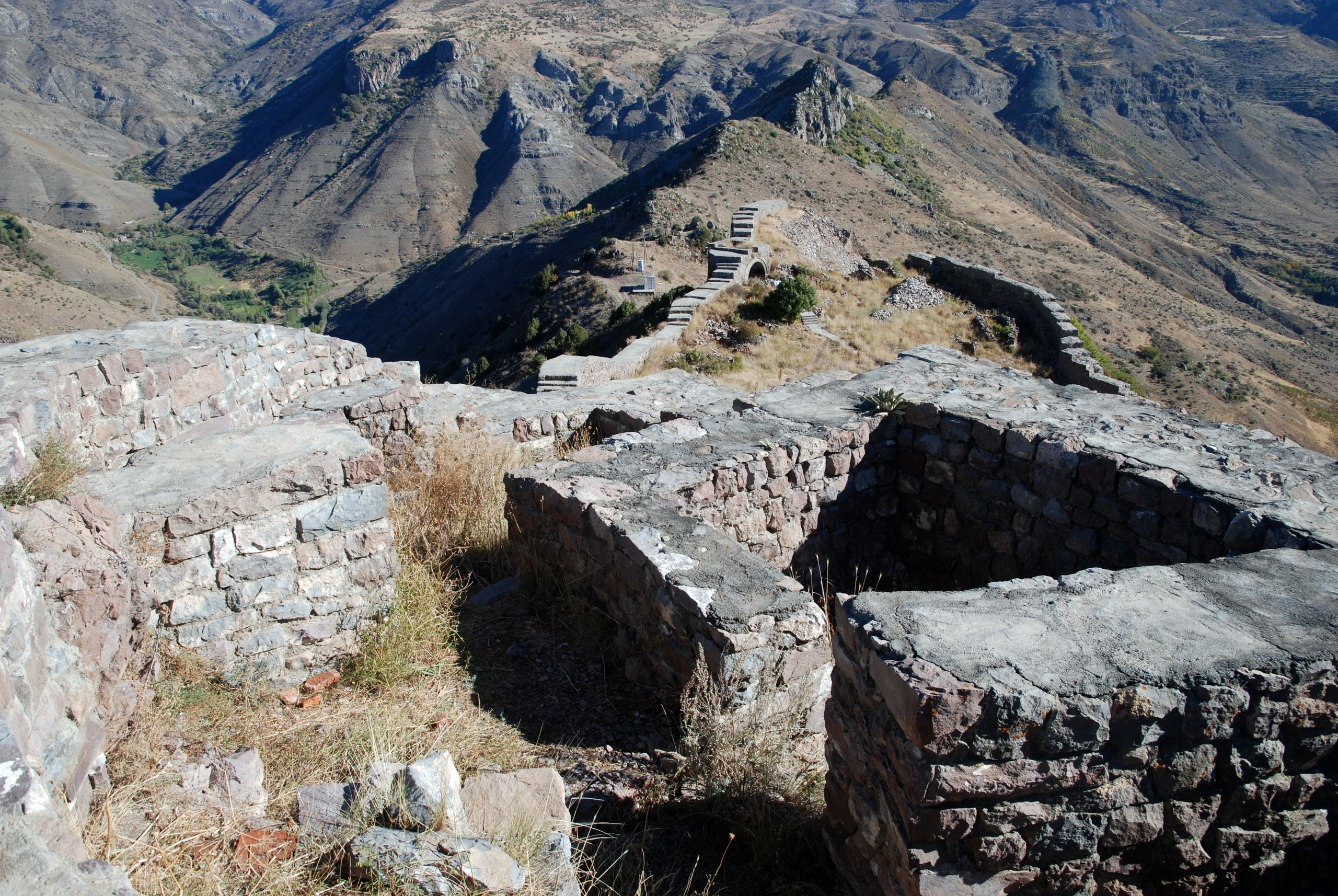